# Rdzawka (dopływ Przegini)
Rdzawka – potok, prawy dopływ Przegini.
Potok wypływa na wysokości około 400 m w miejscowości Bełdno w województwie małopolskim, w powiecie bocheńskim, w gminie Trzciana. Płynie w kierunku północno-zachodnim, potem północnym, zachodnim, w końcowym odcinku swojego biegu zmienia kierunek na południowo-zachodni i na wysokości 274 m uchodzi do Przegini.
Rdzawka to niewielki potok o nizinnym charakterze, płynący dnem bezleśnej doliny między dwoma ciągami wzgórz Pogórza Wiśnickiego. Większa część jego biegu znajduje się w obrębie miejscowości Rdzawa. Jego zlewnia to bezleśne, pokryte polami uprawnymi i częściowo zabudowane tereny miejscowości Kierlikówka, Bełdno, Rdzawa, Ujazd i Zbydniów.